# Fabián Yantorno
Fabián Yantorno, vollständiger Name Fabián Rodrigo Yantorno Blengio, (* 4. September 1982 in Montevideo) ist ein uruguayischer ehemaliger Fußballspieler. 

## Verein
Der als schnell und mit guten technischen Fähigkeiten ausgestattet beschriebene, offensive Mittelfeldspieler Yantorno spielte zunächst für zwei Vereine aus seinem Heimatland Uruguay, zwischen 1999 und 2004 Bella Vista, wo er 2003 seine Profi-Karriere begann, und zwischen 2006 und 2007 CS Miramar Misiones. Dazwischen absolvierte er in der Saison 2005/06 25 Spiele (ein Tor) in der dritten italienischen Liga für SS Sambenedettese Calcio. 2007 wurde Yantorno vom damaligen schottischen Erstligisten FC Gretna verpflichtet und wurde dort in der Saison 2007/08 21-mal eingesetzt (zwei Tore). In dieser Saison belegte der FC Gretna den 12. Platz. Dies bedeutete den Abstieg in die Zweitklassigkeit. Im Jahr 2008 wechselte der Uruguayer zu Hibernian Edinburgh, wo er am 9. August 2008 sein Debüt gab, als er bei der 1:0-Niederlage gegen den FC Kilmarnock in der 70. Minute für Joe Keenan eingewechselt wurde. Insgesamt kam er aber nur zu sieben Einsätzen (kein Tor) für die Schotten, wobei er nur einmal in der Startelf stand. In seiner Zeit dort hatte er mit einer Knieverletzung zu kämpfen. Nachdem er in der Saison 2009/10 zunächst, immer noch von seiner Knieverletzung behindert, ohne Einsatz im Kader des englischen Klubs Chester City geführt wird, wechselte er zur Apertura 2009 zurück nach Uruguay zum Club Atlético Atenas in San Carlos und stand dort in der Saison 2009/10 im Kader. 2010 schloss er sich Hartlepool United an und absolvierte dort bis 2011 17 Spiele (kein Tor). Nachdem im Mai 2011 deutlich wurde, dass für ihn bei Hartlepool keine Perspektive mehr bestand, stand er seit August 2011 im Kader von Sud América. Zum Wechselzeitpunkt stellte sein neuer uruguayischer Arbeitgeber ihn als Spieler vor, der unter anderem bereits 34 Spiele in Uruguay absolviert, dabei 28-mal in der Startelf gestanden und zwei Tore erzielt habe. Für Sud América bestritt er neun Ligaspiele und erzielte ein Tor. Anschließend wechselte er Anfang Februar 2012 als Ersatz für den mit einem Kreuzbandriss ausfallenden Luciano Cabrera zu Rentistas und stand im Torneo Clausura 2012 in elf Begegnungen der Primera División für den Verein auf dem Platz. In der Folge absolvierte er 29 Ligaspiele (ein Tor) sowie neun Partien der Copa Colombia (kein Tor) für den kolumbianischen Zweitligisten Atlético Bucaramanga, dem er sich im Juli 2012 angeschlossen hat. Sodann kehrte er, nachdem er den Vertrag bei den Kolumbianern im gegenseitigen Einvernehmen mit dem Klub beendet hatte, im Juli 2013 vor der Spielzeit 2013/14 zu Sud América zurück, wo er bis zur Klärung seiner sportlichen Zukunft mitrainiert. In der Spielzeit 2013/14 steht er erneut im Kader von Sud América. Dort absolvierte er bis zum Abschluss der Clausura 2014 17 Spiele (ein Tor). In der Spielzeit 2014/15 wurde er 21-mal (kein Tor) in der Primera División eingesetzt. Für die Spielzeit 2015/16 stehen 15 Erstligaeinsätze (kein Tor) zu Buche. Zehn weitere Ligaspiele (kein Tor) absolvierte er in der Saison 2016.

## Nationalmannschaft
Yantorno gehörte auch der U-17 und der U-20 Auswahl Uruguays an.